# 愛知県道347号猿投停車場線
愛知県道347号猿投停車場線（あいちけんどう347ごう さなげていしゃじょうせん）は、愛知県豊田市を通る一般県道である。

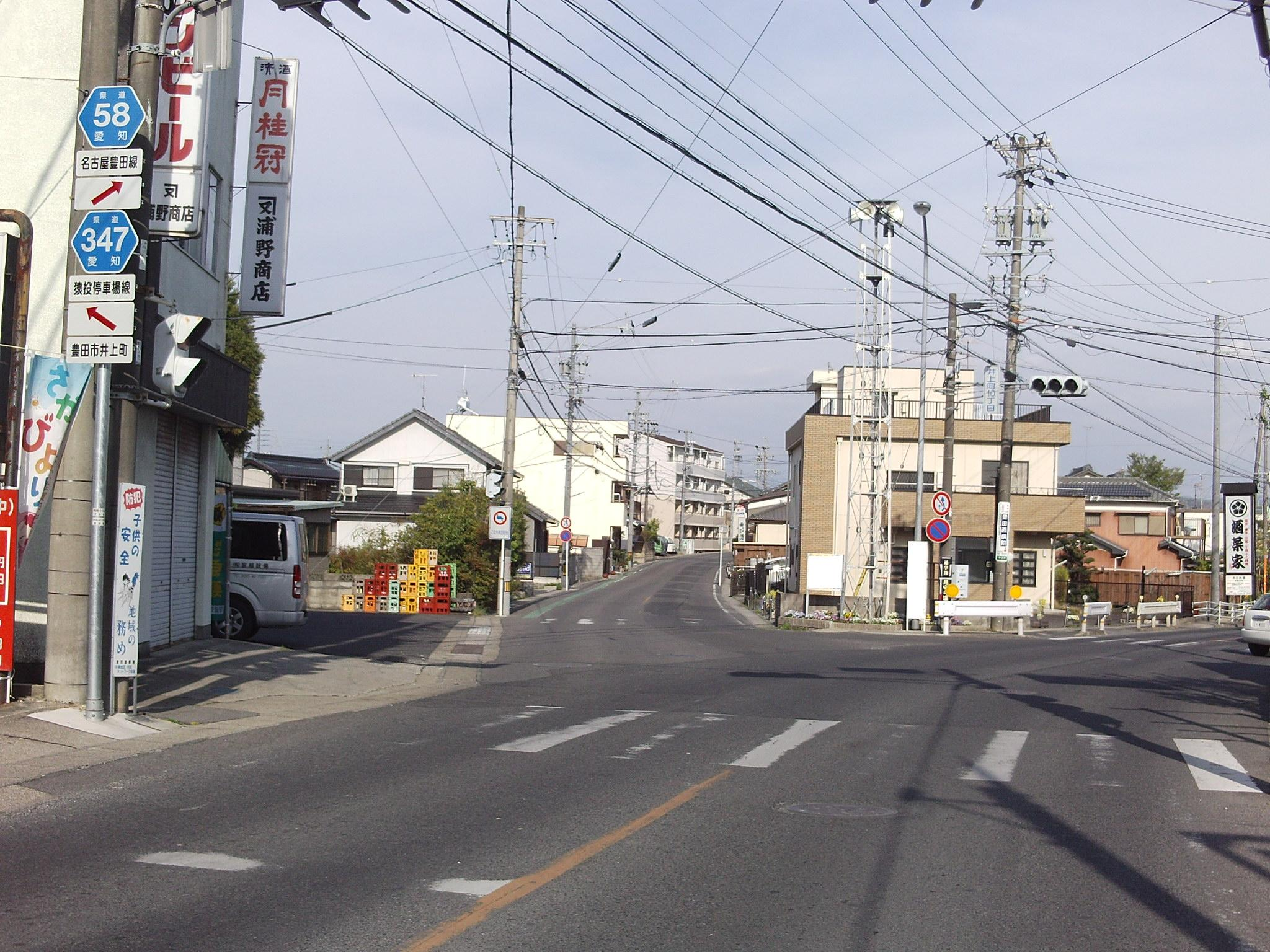
終点側。ここから入って程なくすれば猿投停車場に辿り着く。

## 概要

### 路線データ
- 起点：愛知県豊田市井上町（猿投停車場）
- 終点：愛知県豊田市井上町（愛知県道58号名古屋豊田線「井上町・井上町10」交差点）

## 沿革
- 1959年12月15日：認定

## 通過する自治体
- 愛知県
  - 豊田市

## 接続する道路
- 愛知県道58号名古屋豊田線（飯田街道）

## 周辺
- 名鉄三河線 猿投駅